# 病相报告
《病相报告》是贾平凹的长篇小说。该书由贾平凹耗时1年写完。

## 内容
全书通过主人公“胡方”、“江岚”两人的凄惨爱情故事反映中华民国到中华人民共和国早期的政局变迁历史。
第二次国共内战时期，胡方和江岚在延安追随中国共产党，两人遇见之后坠入爱河，但是由于政治原因而没有呆在一起，爱情遭到冷藏。
中华人民共和国建国后，胡方和江岚竟然意外重逢，一见面就勾起两人那冷藏的爱情，两人在朋友的帮助下打算结婚，不料，胡方老了，他服用一颗“伟哥”壮阳药，脑血管爆炸，轰然去世。

## 主题和风格
《病相报告》用第一人称手法叙述事情，描写“爱情”在政治大背景的时代被挤压，百姓在政治气候下低贱的求取生存。
贾平凹在该书《后记》里面写道：“与其说我在写老头的爱情，不如说我在写老头有病，与其说老头病了，不如说社会沉疴已久。”
小说里没有回避延安时期中国共产党的权力斗争“整风运动”，最终王明失去权力，并且“突然间扇了王明一个耳光”，毛泽东登上权力宝座；描写了三年大饥荒时吃人肉的历史“反正这孩子是死了，听说人肉细，不如把他吃了”；文化大革命红卫兵带袖章“革委会里给母亲一个白袖章”。

## 角色
- 胡方，擅长画画，延安初期，王明执政，文工队队长要求他画王明的像宣传王明，整风运动，王明下台，毛泽东执政，文工队队长又要求他画毛泽东像，文工队队长是墙头草，被揪出来批斗，派至陕南打游击战，他选了胡方跟着，他把恋人江岚托付给好友韩文。[4]

- 江岚：延安遇到并且爱上胡方，胡方被文工队队长拖到陕南打游击战，她被胡方好友韩文照顾，两人在东北结婚。[4]

- 王有才：劳改犯，建国后三年大饥荒时期曾吃人肉。[4]

## 争议
《病相报告》里，贾平凹描写胡方和狗共食时“亲热”（接吻）、景川和驴子性交；王有才在三年大饥荒时期吃死人肉。